# Vid 19 år
Vid 19 år är en amerikansk film från 1935 i regi av George Stevens. Den är en filmatisering av författaren Booth Tarkingtons Pulitzervinnande roman Alice Adams från 1921. Filmen kom att nomineras till Oscars i kategorierna bästa film och bästa kvinnliga huvudroll. Filmens manus hade från början ett något mer pessimistiskt slut som både Stevens och Hepburn försvarade, men filmens producent Pandro S. Berman och filmbolaget insisterade på ett lyckligt slut för att blidka biopubliken.

## Handling
Alice Adams bor i den lilla amerikanska staden South Renford. Hennes familj brottas med flera problem, och deras ekonomi är inte särskilt god. Men Alice är beredd att göra allt för att verka finare och rikare än vad hon är och accepteras av stadens societet.

## Rollista
- Katharine Hepburn - Alice Adams
- Fred MacMurray - Arthur Russell
- Fred Stone - Virgil Adams
- Evelyn Venable - Mildred Palmer
- Frank Albertson - Walter Adams
- Ann Shoemaker - Mrs. Adams
- Charley Grapewin - J.A. Lamb
- Grady Sutton - Frank Dowling
- Hedda Hopper - Mrs. Palmer
- Jonathan Hale - Mr. Palmer
- Hattie McDaniel - Malena
- Zeffie Tilbury - Mrs. Dresser (ej krediterad)